# Великопільська сільська рада (Яворівський район)
Великопільська сільська рада — колишній орган місцевого самоврядування у Яворівському районі Львівської області. Адміністративний центр — село Великополе.

## Загальні відомості
Водоймища на території, підпорядкованій даній раді: річка Верещиця.

## Населені пункти
Сільській раді були підпорядковані населені пункти:
- с. Великополе
- с. Затока

## Склад ради
Рада складалася з 14 депутатів та голови.

### Керівний склад попередніх скликань
| ПІБ                        | Основні відомості                                                               | Дата обрання | Дата звільнення |
| -------------------------- | ------------------------------------------------------------------------------- | ------------ | --------------- |
| Тисляк Євген Андрійович    | Сільський голова, 1953 року народження, безпартійний                            | 26.03.2006   | 31.10.2010      |
| Пісюра Мирослав Андрійович | Сільський голова, 1970 року народження, освіта середня спеціальна, безпартійний | 31.10.2010   |                 |

Примітка: таблиця складена за даними джерела